# 西鎌倉村
西鎌倉村（にしかまくらむら）は、神奈川県の中央南部、鎌倉郡に属していた村。

## 歴史
- 1889年（明治22年）4月1日 - 町村制施行により、長谷村、坂ノ下村、極楽寺村、乱橋材木座村および大町村の一部が合併し、西鎌倉村となる。
- 1892年（明治25年）5月21日 - 東鎌倉村と鎌倉東西組合村を結成し、組合会が開設される[1]。
- 1894年（明治27年）7月7日 - 東鎌倉村と合併、町制施行し鎌倉町となる。